# Talk Talk Talk
Talk Talk Talk -En españolː Habla, habla, habla- es el segundo álbum de estudio de la banda de rock británica The Psychedelic Furs, publicado el 6 de junio de 1981 por CBS y producido por Steve Lillywhite.
Lista de canciones
Todas las canciones fueron escritas por Richard Butler, John Ashton, Roger Morris, Tim Butler, Duncan Kilburn y Vince Ely.
Versión del Reino Unido (1981)
Lado 1
"Dumb Waiters" – 5:09
"Pretty in Pink" – 3:59
"I Wanna Sleep with You" – 3:17
"No Tears" – 3:14
"Mr. Jones" – 4:03
Lado 2
6. "Into You Like a Train" – 4:35
7. "It Goes On" – 3:52
8. "So Run Down" – 2:51
9. "All of This and Nothing" – 6:25
10. "She Is Mine" – 3:51